# Доманово (Смоленская область)
Доманово — деревня в Монастырщинском районе Смоленской области России. Входит в состав Новомихайловского сельского поселения. Население — 58 жителей (2007 год). 
Расположена в западной части области в 7 км к западу от Монастырщины, в 45 км западнее автодороги А141 Орёл — Витебск, на берегу реки Вихра. В 48 км восточнее деревни расположена железнодорожная станция Энгельгардтовская на линии Смоленск — Рославль.
В селе родился, жил, работал и был похоронен Герой Социалистического Труда Александр Ефимов.

## История
В годы Великой Отечественной войны деревня была оккупирована гитлеровскими войсками в июле 1941 года, освобождена в сентябре 1943 года.